# Godlinzermaar

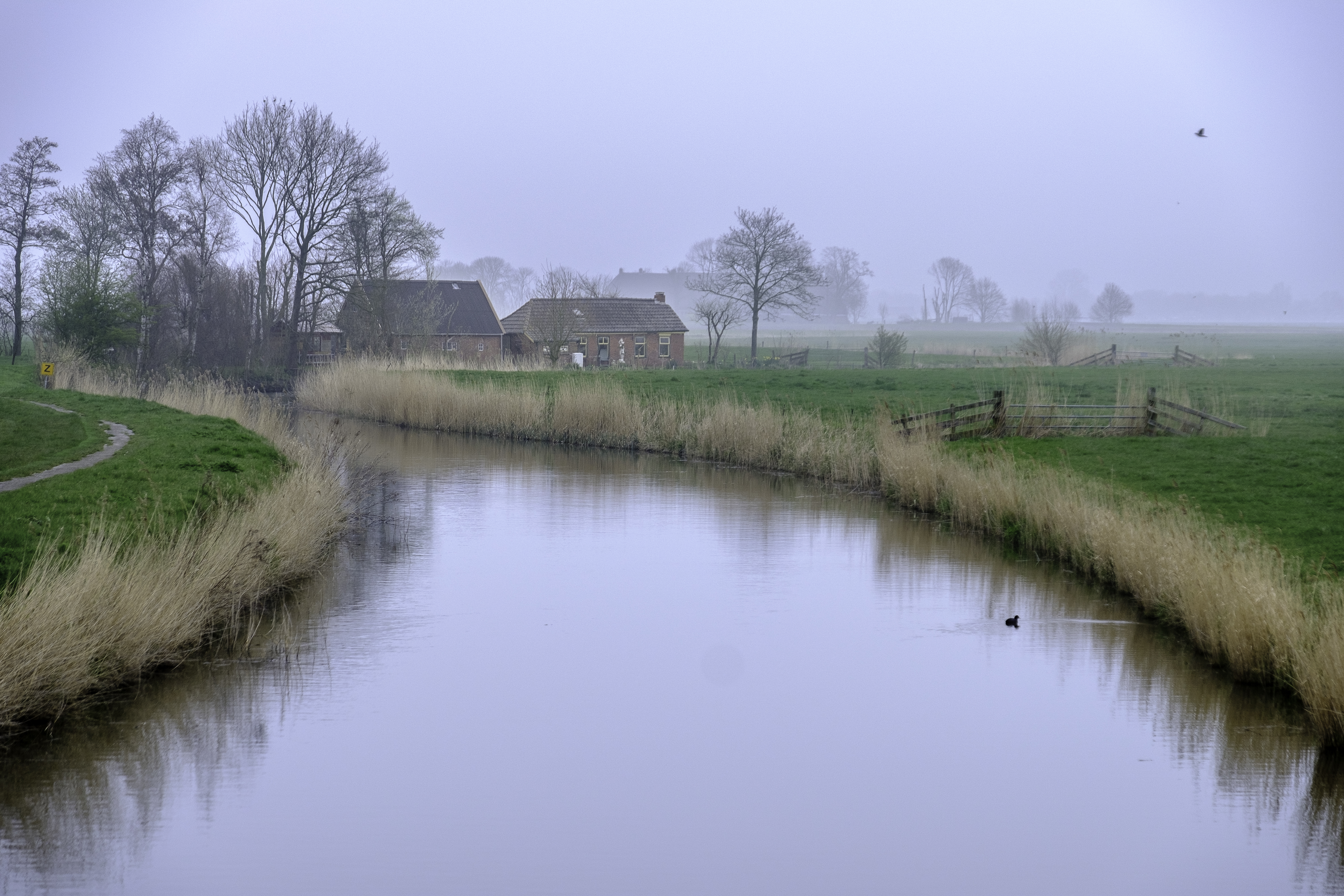
De Godlinzermaar gezien naar het noorden vanaf het hoogholtje in het pad tussen de Kapslaan en de Kloosterweg

De Godlinzermaar is een maar in het Hogeland in de Nederlandse provincie Groningen.
De maar ontspringt in het dorp Godlinze en stroomt eerst naar het zuidoosten. Iets ten noorden van boerderij Maarhuis staat de maar in verbinding met de Losdorpermaar en de Leege Maar. Hier buigt de maar af naar het zuiden en stroomt aan oostzijde de boerderij voorbij. Vanaf dit punt vormt de Godlinzermaar de scheiding tussen de dorpsgebieden van Leermens enerzijds en achtereenvolgens Krewerd en Oosterwijtwerd anderzijds. Ten noordwesten van Oosterwijtwerd stroomt de Godlinzermaar uit in de gekanaliseerde Leermenstermaar, die iets zuidelijker (bij 'Spijkerboor') met de Eenumermaar uitstroomt in de Oosterwijtwerdermaar, die weer iets zuidelijker uitstroomt in het Damsterdiep.